# Campionato Primavera 1965-1966
Il Campionato Primavera 1965-1966 è la 4ª edizione del Campionato Primavera. I detentori del trofeo sono il Milan e la SPAL.
Le squadre vincitrici del torneo sono state l'Inter e il Padova.
Alla manifestazione hanno partecipato più di 300 squadre, dalla fase provinciale a quella nazionale.

## Fase finale
La finale del campionato di serie B, disputata a Grosseto, è stata vinta dal Padova contro la Pro Patria, con il risultato di 2-1. I due gol del Padova sono stati segnati da Mario Boetto e Giorgio Munegato.
Formazione Padova: Bergamo, Bigon, Dal Pozzolo, Filippi, Lanciaprima, Lazzaretto, Quintavalle, Boetto, Munegato, Barbiero, Scucciari. Allenatore: Mariano Tansini.
Sulla base dell’albo d’oro pubblicato dalla Lega Serie A, è da presumersi una finalissima assoluta vinta dal Padova.